# Людовик Великий Дофін
Людовик Великий Дофін (фр. Louis le Grand Dauphin; 1 листопада 1661 — 14 квітня 1711) — єдина законна дитина Людовика XIV від Марії-Терезії Іспанської, що залишилась живою. Його спадкоємець, монсеньйор, дофін Франції.

## Життєпис

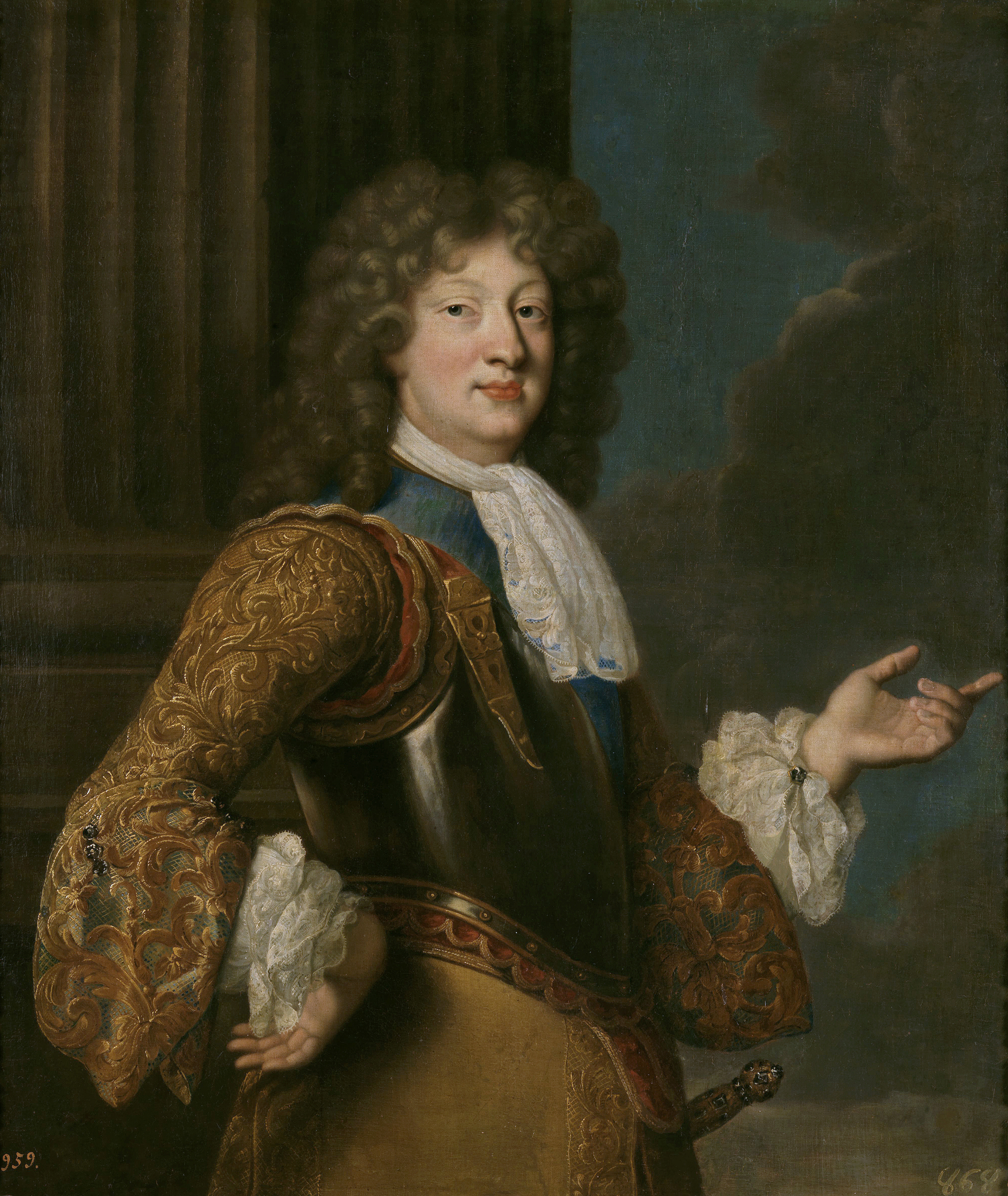
Портрет роботи Франсуа де Труа, перша половина XVIII ст.

Людовик народився 1661 року. Для виховання дофіна за наказом Людовика XIV була складена 64-томна бібліотека класичної літератури Ad usum Delphini («для використання дофіном»), «очищена» від «нескромних» виразів.
Людовик був видатним воєначальником Війни за іспанську спадщину.
Людовик помер у 1711 році від віспи, за чотири роки до смерті батька, і таким чином ніколи не царював.

## Родина
1 Дружина — Марія Анна Баварська (1660—1690).
Діти:
- Людовик — герцог Бургундський, помер в 1712 році, також за життя діда і не царював (батько Людовика XV);
- Філіп — герцог Анжуйський, з 1700 року король Іспанії (Філіп V), засновник іспанської гілки Бурбонів
- Карл — герцог Беррійський і Алансонський, граф де Пуатьє (помер в 1714 році бездітним).

2 Дружина (морганатичний шлюб) — Марія Емілія Тереза де Жолі де Шуен
Діти: не було.
Позашлюбні діти, які усі народилися після смерті першої дружини:
- Луїза Емілія де Вотедар (1694—1719), одружена з Ніколя Менажем.
- Анна-Луїза де Бонбур (1695—1716), одружена з Анн-Ерраром д'Авогуром.
- Шарлотта де Флері (1697—1750), одружена з Жераром Мішелем де Ла Жоншером.